# Catherine Hardy

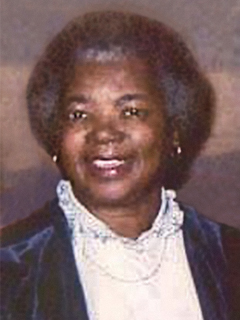
Neueres Bild

Catherine Hardy Lavender (* 8. Februar 1930 als Catherine Hardy in Carrollton, Georgia; † 8. September 2017 in Atlanta, GA) war eine US‑amerikanische Leichtathletin und Olympiasiegerin.
Hardy stellte nationale Rekorde über 50 Meter (Halle) und 200 Meter auf. Bei den XV. Olympischen Spielen 1952 in Helsinki gewann sie die Staffelgoldmedaille zusammen mit ihren Teamkolleginnen Mae Faggs, Barbara Jones und Janet Moreau, vor dem Team aus Deutschland (Silber) und dem Team aus Großbritannien (Bronze). Dabei stellte die Mannschaft der USA auch einen neuen Weltrekord in dieser Disziplin mit 45,9 s auf.
Hardy heiratete Edward Wright Lavender, Sr. und arbeitete in Atlanta (Georgia) als Lehrerin.